# Gillelejerevyen
Gillelejerevyen er en populær revy i Gilleleje på Sjællands nordkyst, der spiller hver sommer.
Gillelejerevyen blev i sin nuværende form grundlagt i 2006 af Peter Holst-Beck. Den har flere gange været instrueret af Michel Castenholt, der også selv medvirkede i 2013 udgaven. Instruktørassistent var Sebbastian Hallengreen. Revyen har haft medvirkende som  Peter Holst-Beck, Le Münster-Swendsen, Jesper Søgaard, Susanne Breuning, Randi Winther, Bendt Reiner, Katja Holm, Ann Hjort og Lise-Lotte Norup .